# Wolfgang Spielvogel
Wolfgang Spielvogel (* 30. August 1945 in Barzdorf, Tschechoslowakei) ist ein deutscher Theaterregisseur und Dramatiker.

## Leben
Spielvogel wuchs in Heidenheim an der Brenz auf. Er studierte in München und Wien Philosophie, Germanistik und Theaterwissenschaft, promovierte mit einer Arbeit über Inszenierungen von Klassikern des Schauspiels am Beispiel von Peter Zadek. Danach arbeitete er zunächst als Journalist sowie in der Jugendarbeit.
Am Landestheater Tübingen stieg er als Requisiteur und Regieassistent in den Theaterberuf ein, war dann Dramaturg, schließlich Theaterregisseur. Er wechselte zum Theater am Turm in Frankfurt, war auch als Regisseur beim Theater Bruchsal und im freien Ensemble der Ruhrfestspiele Recklinghausen tätig. 1994 gründete er zusammen mit Barbara Englert das Theater PRIMADONNA / SCHWERER HELD in Frankfurt für die Aufführung seines gleichnamigen Dramas. 2007 gründete er gemeinsam mit Bärbel Bimschas, Beate Jatzkowski und Norbert Saßmannshausen das Frankfurter Autoren Theater.
Im Drama PRIMADONNA / SCHWERER HELD (1994) gestaltete Spielvogel die Geschichte des Paares Petra Kelly und Gert Bastian, die 1992 mit dem gewaltsamen Tod der beiden geendet hatte. Sein Stück Buback (2009) erzählt die Geschichte von Michael Buback, der die Mörder seines Vaters Siegfried Buback ermitteln wollte. 2010 dramatisierte Spielvogel in dem Stück Kaiserhofstraße die Familienbiographie Kaiserhofstraße 12 von Valentin Senger. In dem Stück Prozess Auschwitz Peter Weiss rekonstruierte er den Frankfurter Auschwitzprozess von 1963 und die Rolle, die der Dramatiker Peter Weiss als Beobachter des Prozesses spielte.

## Werke

### Schauspiel
- PRIMADONNA / SCHWERER HELD (Drama, 1994)
- Buback (Drama, 2009)
- Kaiserhofstraße (Drama, 2010, nach Valentin Senger)
- Prozess Auschwitz Peter Weiss (2013)